# State Farm Arena
State Farm Arena (fostă Philips Arena) este o arenă multifuncțională situată în Atlanta, Georgia. Arena este locul unde își joacă meciurile de pe teren propriu echipa Atlanta Hawks din National Basketball Association (NBA). De asemenea, este locul unde a jucat meciurile de pe teren propriu Atlanta Thrashers din National Hockey League din 1999 până în 2011, înainte ca echipa să se mute în Winnipeg, precum și Atlanta Dream din Women's National Basketball Association (WNBA) din 2008 până în 2016 și 2019. A fost inaugurat în 1999, costând 213,5 milioane de dolari, înlocuind Omni Coliseum. Este deținut de Atlanta Fulton County Recreation Authority și operat de Hawks, deținut de Tony Ressler împreună cu un grup de investitori, inclusiv Grant Hill.